# Верига-Высочанский, Ян де
Ян де Верига-Высочанский (польск. Jan de Weryha-Wysoczański, род. 1950 г. Гданьск) — современный польский скульптор, работающий в области конкретного искусства.

## Жизнь и творчество
В 1976 году Я.де Верига-Высочанский заканчивает обучение на скульптора в Академии художеств Гданьска, куда поступил в 1971 году.
Занимался в мастерских проф. А.Вишневского и А.Смоляны. С 1981 года он живёт и работает в Гамбурге. В 1998 году завоёвывает I премию — Приз жюри на Весеннем салоне-98, организованном министерством культуры Люксембурга. В 1999 году де Верига-Высочанский получает заказ на выполнение памятника Памяти отправленным в концлагерь Нойенгамме участникам Варшавского восстания 1944, установленного в районе Гамбург-Нойенгамме. В 2012 году де Верига-Высочанский получает заказ на выполнение памятника Памяти остарбайтерам в Гамбурге.
Значительное количество работ Я.де Верига-Высочанского собрано в польских музеях — Музее скульптуры города Ороньско, Национальном музее Щецина, Музее современного искусства г. Радома. Верига-Высочанский в 2006 принимает участие в XV международном скульптурном триеннале в Познани; выставки его произведений в 1980-х — 2000-х годах проходят в различных городах США, Германии, Австрии, Люксембурга, Польши и других стран.

## Дополнения
- Веб-сайт Яна де Верига-Высочанского
- Портрет и биография в Kultur extra